# Aristide Rodrigue
Pour les articles homonymes, voir Rodrigue.
Le docteur Aristide Rodrigue (1809-1857) est l'un des fondateurs du Territoire du Kansas et de sa capitale Lecompton en 1854. Il est le fils d'un des plus importants planteurs de sucre de Saint-Domingue, qui se réfugia à Philadelphie en 1793, lorsqu'éclata la révolte des esclaves, grâce à l'aide de cinq de ses esclaves, qui y gagnèrent leur affranchissement.

## Biographie
Aristide Rodrigue, de son vrai nom Aman Théodore Michel Aristide Rodrigue, est le fils de Jacques-André Rodrigue et de Marie-Jeanne d'Orlic, sœur d'un autre grand planteur réfugié aux États-Unis ; il est né à Philadelphie le 10 août 1809. Son frère, l'architecte William Rodrigue, autre figure des Réfugiés français de Saint-Domingue en Amérique, construisit l'église Saint-Jean de Philadelphie et participa à la construction de la cathédrale St. Patrick à New York. Il épousa en 1835, à Philadelphie, Anne Caroline Bellas. Le couple s'installa à Ebensburg en 1839, puis à Hollidaysburg en 1847 au rythme de la Conquête de l'Ouest. Ces deux villes servent alors d'étapes importante pour les convois d'émigrants qui commencent à voyager vers l'ouest à la recherche de terres
En 1854, selon l'édition du 15 septembre 1854 du Kansas Weekly Herald, Aristide Rodrigue s'installa dans ce qui n'était encore que le Territoire du Kansas avec le colonel Albert Boone, petit-fils de Daniel Boone, le fondateur du Kentucky un demi-siècle plus tôt. Les deux hommes avaient reçu un ordre de mission du gouvernement américain pour explorer le futur Territoire du Kansas.
Cette exploration accompagne une flambée des cours du coton sur fond d'expansion monétaire et spéculative permise par les ruées vers l'or de 1848 en Californie et 1851 en Australie
Tous deux fondèrent la ville de Lecompton (appelée à ses débuts Bald Eagle, ou Aigle chauve) qui devint la capitale de ce qui n'est encore que le Territoire du Kansas et le centre du mouvement pro-esclavagisme. C'est dans cette ville que les colons esclavagistes du Missouri et de l'Arkansas s'installèrent en masse en 1854 pour faire basculer la juridiction du futur État et donc la loi des États-Unis en faveur de l'esclavage. Aristide Rodrigue exerce la fonction stratégique de maitre de poste de la nouvelle ville. Pour construire un « capitole » du nouvel État, il reçoit une subvention de 50 000 dollars de l'État fédéral, mais les violences qui vont suivre empêchent de terminer la construction et le bâtiment deviendra une université. 
Aristide Rodrigue et son fils sont alors de fervents partisans de la cause de l'esclavage et participent à la rédaction de la Constitution de Lecompton.
Avant qu'elle ne soit soumise au vote, Aristide Rodrigue décéda à Lecompton le 11 juin 1857 des suites d'une gastrite. À son décès, il était toujours maître de poste à Lecompton. Son fils, Andrew Rodrigue, lui succéda dans cette fonction à son décès.
Pratiquant longtemps en milieu rural, le docteur Aristide Rodrigue a par ailleurs effectué des recherches pour démontrer l'utilité des ventouses et des ligatures dans le traitement des plaies envenimées, qui ont fait faire des progrès à la médecine. Ce travail a fourni les conclusions montrant que lorsque l'on fait le vide sur une partie au-dessous de laquelle on a introduit un poison, on empêche la production de ses effets ordinaires pendant autant de temps que le vide est continué et que l'on peut sauver la vie à l'animal, en enlevant le poison au moyen d'une incision, pourvu qu'il n'y en ait pas eu une trop grande quantité d'absorbée auparavant.